# Карлштейн
Ка́рлштейн (чеш. Karlštejn, нем. Karlstein,  также Ка́рлув-Тын, чеш. Karlův Týn) — готический замок, возведённый императором Карлом IV в XIV веке в 28 км юго-западнее Праги в Чехии. Для его украшения были приглашены лучшие придворные мастера, это была одна из самых представительных крепостей, предназначавшаяся для хранения чешских королевских регалий, императорских инсигний и реликвий, собранных Карлом IV. Замок возведён на террасах 72-метровой известковой скалы над рекой Бероунка.

## Строительство
Замок назван в честь его основателя Карла IV, короля Чехии и императора Священной Римской империи. Основан в 1348 году как летняя резиденция Карла IV и хранилище чешских королевских регалий и святых реликвий, собирательство которых было страстью этого монарха. Первый камень в фундамент Карлштейна заложил близкий друг и советник Карла IV, архиепископ Праги Арношт из Пардубиц. Замок строился под личным надзором императора в сжатые сроки по проекту француза Матье Аррасского (чеш. Matiaš z Arasu). Уже в 1355 году, за два года до окончания строительства, император Карл заселился в свою новую резиденцию.
В основу архитектурного решения замка был заложен принцип ступенчатого расположения зданий, входящих в архитектурный ансамбль. Каждое последующее сооружение замка возвышается над предыдущим, а вершину этого ансамбля образует Большая башня с часовней святого Креста, где хранились королевские реликвии и корона Священной Римской империи. Большая башня в плане имеет размеры 25 на 17 метров, толщина стен 4 метра. Комплекс Верхнего замка образуют Большая башня, императорский дворец, Марианская башня с костёлом Девы Марии, ниже расположен Нижний замок с большим внутренним двором, бургграфством и воротами, к которым ведёт дорога. В самой нижней точке замка находится колодезная башня. Глубина колодца составляет 80 метров, механизм подъёма воды приводился в действие усилиями двух человек.
Помимо ложных донжонов в северофранцузском стиле, в состав Карлштейнского ансамбля входит несколько шедевров культового зодчества XIV века — церковь Девы Марии с росписями, Екатерининская капелла с полихромным готическим витражом и драгоценной облицовкой из яшмы, агата и сердолика и законченная к 1365 году Крестовая капелла с изображениями пророков и святых кисти готического мастера Теодорика — императорский ответ на Сент-Шапель в Париже.
Управление и оборону замка возглавлял бургграф, в подчинении которого находился гарнизон вассалов, имевших вокруг замка усадьбы.

## Дальнейшая история
В период гуситских войн в Карлштейне помимо римских императорских регалий хранились также сокровища и регалии чешских королей, вывезенные из Пражского Града (в том числе корона святого Вацлава, которой короновались короли Чехии, начиная с Карла IV. Она была возвращена в Пражский Град только в 1619 году). Осада Карлштейна гуситами в 1422 году продолжалась 6 месяцев, но замок так и не был взят. В 1436 году, по приказу императора Сигизмунда, второго сына Карла IV, королевские сокровища были вывезены из Карлштейна и в настоящее время хранятся частично в Праге и частично — в Вене. В период Тридцатилетней войны в 1620 году Карлштейн был осажден шведами, но им также не удалось захватить замок.
В XVI веке в замке были отведены помещения для хранения важнейших документов императорского архива. В конце XVI века дворцовые покои были переоборудованы в ренессансном стиле, однако после 1625 года начался упадок, связанный с именем императрицы Элеоноры (жены Фердинанда II), которая отдала Карлштейн в залог чешскому дворянину Яну Кавке, что привело к его переходу в частные руки. Вдове императора Леопольда удалось вернуть замок в королевскую собственность, выплатив залог.
Императрица Мария Терезия передала замок во владение Градчанскому пансиону благородных девиц, который считается последним владельцем объекта до перехода его в государственную собственность Чехословакии.
Первым заботу о восстановлении Карлштейна проявил император Франц I (тогда в стене замка был обнаружен клад драгоценностей XIV века), а нынешний свой облик Карлштейн приобрёл после весьма вольной реставрации, предпринятой в 1887-99 гг. Реставрационные работы велись под руководством профессора Венской академии художеств Ф. Шмидта и его ученика Й. Моцкера, который, в числе прочего, сумел закончить строительство Собора Святого Вита в Пражском Граде. Некоторые специалисты утверждают, что Карл IV не узнал бы свой замок после «восстановительных работ» с использованием портлендского цемента; по этой причине ЮНЕСКО не спешит признавать его объектом Всемирного наследия.
После передачи замка Карлштейн в государственную собственность замок открыт для туристов и является одним из самых популярных туристических объектов в Чехии, занимая второе место по популярности в Чехии после Праги.